# إيرول كيسكين
إيرول كيسكين (2 مارس 1927 - 1 أكتوبر 2016)، وهو لاعب كرة قدم تركي سابق، كان يلعب مركز مهاجم، شارك مع زملائه في نهائيات كأس العالم في سويسرا سنة 1954.